# Karl Kling (Rennfahrer)
Karl Peter Ludwig Artur Kling (* 16. September 1910 in Gießen; † 18. März 2003 in Hemmenhofen am Bodensee) war ein deutscher Automobilrennfahrer.

## Leben
1936 kam Kling zum Mercedes-Team und obwohl er gute Rundenzeiten bei Probefahrten erreichte, musste er in der Herstellungsabteilung arbeiten. Rennleiter Alfred Neubauer favorisierte Rudolf Caracciola, Manfred von Brauchitsch und Hermann Lang.
Nach 1945 startete er für BMW und Veritas bei Rennen in Deutschland, da die Deutschen 1945 bis 1949 von der Teilnahme an internationalen Rennen ausgeschlossen waren. Kling wurde mit Veritas 1948 und 1949 Deutscher Sportwagenmeister in der Klasse der 2-Liter-Sportwagen, der damals größten Sportwagen-Klasse.
1951 kehrte er zurück zum Mercedes-Sportwagenteam und konnte 1952 den Sieg bei der Carrera Panamericana quer durch Mexiko nach einer 19 Stunden dauernden Fahrt und den zweiten Platz bei der Mille Miglia erzielen. Er wurde als erster Automobilrennfahrer zum deutschen Sportler des Jahres 1952 gewählt. 1953 musste er nach einem Trainingsunfall pausieren.

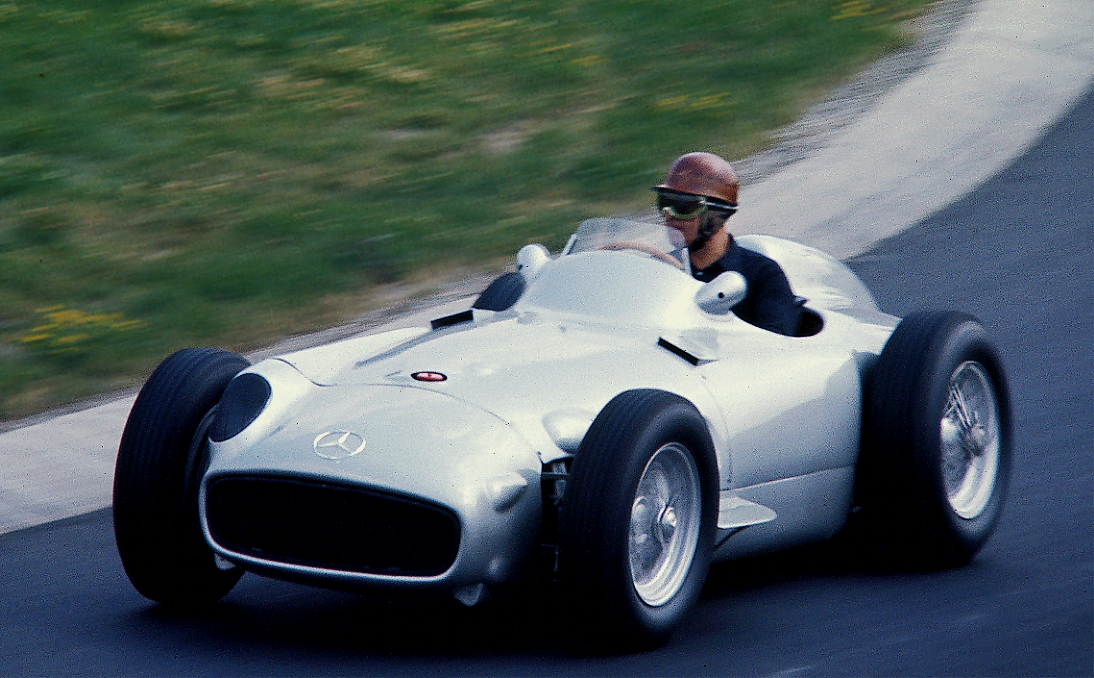
Karl Kling im „Silberpfeil“ W 196 beim AvD-Oldtimer-Grand-Prix, 1976

In der Formel-1-Saison 1954 war Kling Teil des neu gegründeten Mercedes-Formel-1-Teams, konnte sich jedoch gegen seinen Teamkollegen Juan Manuel Fangio nicht durchsetzen. Er erreichte einen zweiten Platz beim GP von Frankreich in Reims. In der Saison 1955 dominierten Fangio und Stirling Moss. Beim Vierfacherfolg der Silberpfeile beim Großen Preis von Großbritannien stand er als Dritter ein zweites Mal auf dem Podest.
Ende 1955 zog sich Mercedes aus der Formel 1 zurück. Rennleiter Alfred Neubauer ging in den Ruhestand und Kling wurde sein Nachfolger. Unter ihm als Rennleiter gewann Mercedes zu Beginn der 1960er-Jahre eine Reihe internationaler Rallyes, wie viermal in Folge die Rallye Polen, Monte Carlo 1960, Akropolis 1960, 1000-Seen 1961, Sofia-Lüttich-Sofia 1962 und 1963, Großer Straßenpreis von Argentinien 1961 bis 1964. Sein Team stellte den Rallye-Europameister, 1960 Walter Schock und 1962 Eugen Böhringer, zu einer Zeit, als es noch keine Rallye-Weltmeisterschaft gab. Kling selbst bestritt noch kleinere Rennen, seine letzten beiden Siege waren 1959 Marathon-Rallye Mediterranee – Le Cap und 1961 die Rallye Algier-Zentralafrika-Algier.
1968 ging Kling in den Ruhestand und lebte in seinem Haus im heutigen Gaienhofener Ortsteil Hemmenhofen am Bodensee, wo er 2003 starb.
Für seine sportlichen Leistungen wurde er am 19. März 1953 mit dem Silbernen Lorbeerblatt ausgezeichnet.

## Statistik

### Statistik in der Automobil-Weltmeisterschaft

#### Gesamtübersicht
| Saison | Team            | Chassis            | Motor           | Rennen | Siege | Zweiter | Dritter | Poles | schn. Rennrunden | Punkte | WM-Pos. |
| ------ | --------------- | ------------------ | --------------- | ------ | ----- | ------- | ------- | ----- | ---------------- | ------ | ------- |
| 1954   | Daimler-Benz AG | Mercedes-Benz W196 | Mercedes 2.5 L8 | 6      | −     | 1       | −       | −     | 1                | 12     | 5.      |
| 1955   | Daimler-Benz AG | Mercedes-Benz W196 | Mercedes 2.5 L8 | 5      | −     | −       | 1       | −     | −                | 5      | 11.     |
| Gesamt | Gesamt          | Gesamt             | Gesamt          | 11     | −     | 1       | 1       | −     | 1                | 17     |         |

#### Einzelergebnisse
| Saison | 1 | 2 | 3   | 4   | 5 | 6   | 7   | 8 | 9 |
| ------ | - | - | --- | --- | - | --- | --- | - | - |
| 1954   |   |   |     |     |   |     |     |   |   |
|        |   |   | 2   | 7   | 4 | DNF | DNF | 5 |   |
| 1955   |   |   |     |     |   |     |     |   |   |
| 4      |   |   | DNF | DNF | 3 | DNF |     |   |   |

| Legende  | Legende            | Legende                                                          |
| Farbe    | Abkürzung          | Bedeutung                                                        |
| -------- | ------------------ | ---------------------------------------------------------------- |
| Gold     | –                  | Sieg                                                             |
| Silber   | –                  | 2. Platz                                                         |
| Bronze   | –                  | 3. Platz                                                         |
| Grün     | –                  | Platzierung in den Punkten                                       |
| Blau     | –                  | Klassifiziert außerhalb der Punkteränge                          |
| Violett  | DNF                | Rennen nicht beendet (did not finish)                            |
| Violett  | NC                 | nicht klassifiziert (not classified)                             |
| Rot      | DNQ                | nicht qualifiziert (did not qualify)                             |
| Rot      | DNPQ               | in Vorqualifikation gescheitert (did not pre-qualify)            |
| Schwarz  | DSQ                | disqualifiziert (disqualified)                                   |
| Weiß     | DNS                | nicht am Start (did not start)                                   |
| Weiß     | WD                 | zurückgezogen (withdrawn)                                        |
| Hellblau | PO                 | nur am Training teilgenommen (practiced only)                    |
| Hellblau | TD                 | Freitags-Testfahrer (test driver)                                |
| ohne     | DNP                | nicht am Training teilgenommen (did not practice)                |
| ohne     | INJ                | verletzt oder krank (injured)                                    |
| ohne     | EX                 | ausgeschlossen (excluded)                                        |
| ohne     | DNA                | nicht erschienen (did not arrive)                                |
| ohne     | C                  | Rennen abgesagt (cancelled)                                      |
| ohne     | keine WM-Teilnahme |                                                                  |
| sonstige | P/fett             | Pole-Position                                                    |
| sonstige | 1/2/3/4/5/6/7/8    | Punktplatzierung im Sprint-/Qualifikationsrennen                 |
| sonstige | SR/kursiv          | Schnellste Rennrunde                                             |
| sonstige | *                  | nicht im Ziel, aufgrund der zurückgelegten Distanz aber gewertet |
| sonstige | ()                 | Streichresultate                                                 |
| sonstige | unterstrichen      | Führender in der Gesamtwertung                                   |

### Le-Mans-Ergebnisse
| Jahr | Team            | Fahrzeug              | Teamkollege | Platzierung   | Ausfallgrund  |
| ---- | --------------- | --------------------- | ----------- | ------------- | ------------- |
| 1952 | Daimler-Benz AG | Mercedes-Benz 300 SL  | Hans Klenk  | Ausfall       | Elektrik      |
| 1953 | SPA Alfa Romeo  | Alfa Romeo 6C 3000 CM | Fritz Riess | Ausfall       | Antriebswelle |
| 1955 | Daimler-Benz AG | Mercedes-Benz 300 SLR | André Simon | zurückgezogen |               |

### Einzelergebnisse in der Sportwagen-Weltmeisterschaft
| Saison | Team               | Rennwagen                         | 1   | 2   | 3   | 4   | 5   | 6   | 7   |
| ------ | ------------------ | --------------------------------- | --- | --- | --- | --- | --- | --- | --- |
| 1953   | Alfa Romeo Porsche | Alfa Romeo 6C 3000 CM Porsche 550 | SEB | MIM | LEM | SPA | NÜR | RTT | CAP |
| 1953   | Alfa Romeo Porsche | Alfa Romeo 6C 3000 CM Porsche 550 |     | DNF | DNF |     |     |     | DNF |
| 1955   | Daimler-Benz AG    | Mercedes-Benz 300 SLR             | BUA | SEB | MIM | LEM | RTT | TAR |     |
| 1955   | Daimler-Benz AG    | Mercedes-Benz 300 SLR             |     |     | DNF | DNF | 2   | 2   |     |

## Schriften
- mit Günther Molter: Teufelsfahrt durch Mexiko. Blüchert, Stuttgart 1953.
- mit Günther Molter: Jagd nach dem Sieg. Ein Rennfahrer erzählt. Blüchert, Stuttgart 1954.